# Dalno
Dalno (deutsch Gut Lindenfelde) ist ein Dorf in der polnischen Woiwodschaft Westpommern. Es gehört zur Gmina Łobez (Stadt- und Landgemeinde Labes) im  Powiat Łobeski (Labser  Kreis).

## Geographische Lage
Das Dorf liegt in Hinterpommern, etwa zwanzig Kilometer ostsüdöstlich der Stadt Resko (Regenwalde), vier Kilometer nordnordwestlich des Stadtkerns von Łobez (Labes) und 2 ½ Kilometer südsüdöstlich des Dorfs Przyborze (Piepenhagen).

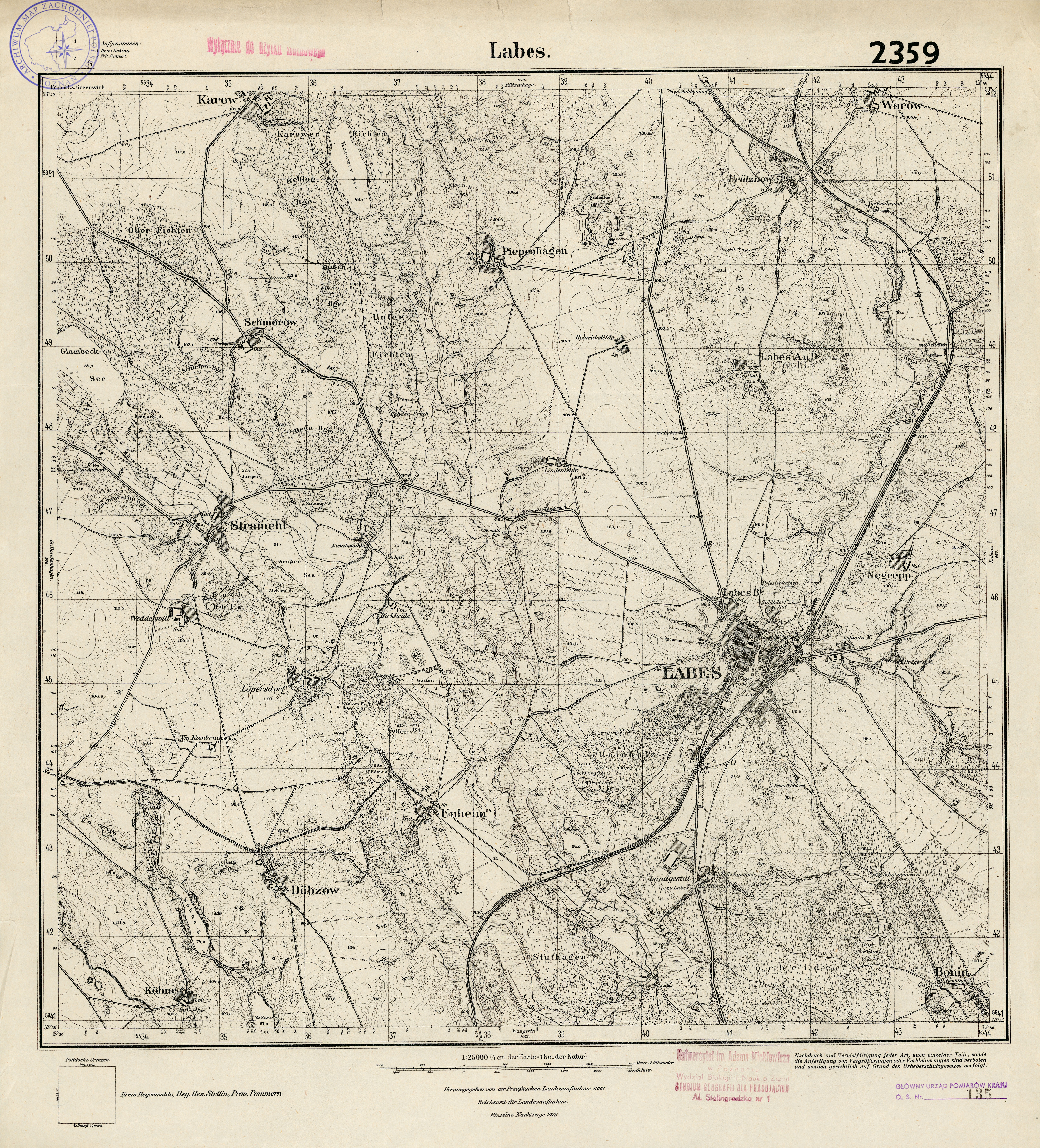
Gut Lindenfelde, etwa vier Kilometer nordnordwestlich des Stadtkerns von Labes, auf einer Landkarte der Umgebung der Stadt Labes von 1929

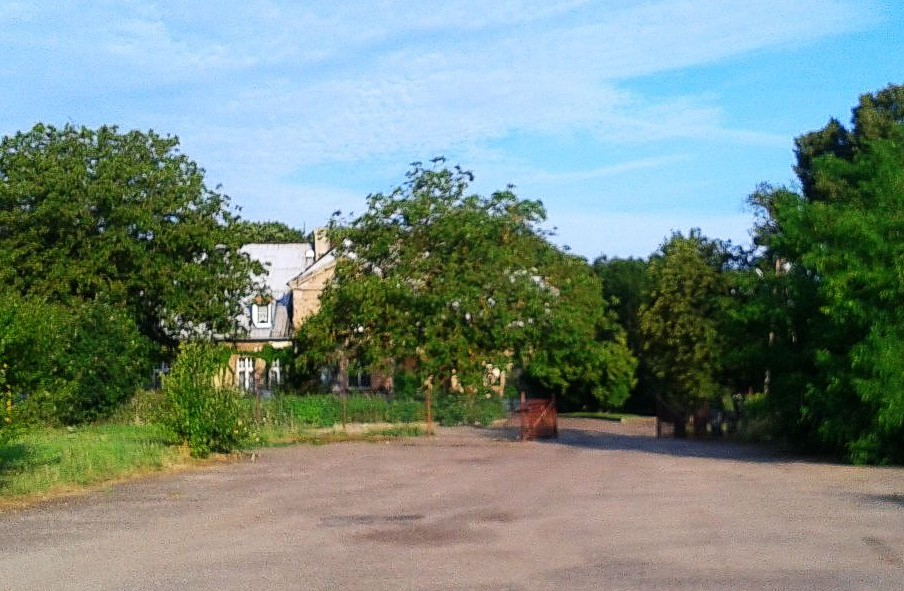
Parkanlage mit ehemaligem Gutshaus (2014)

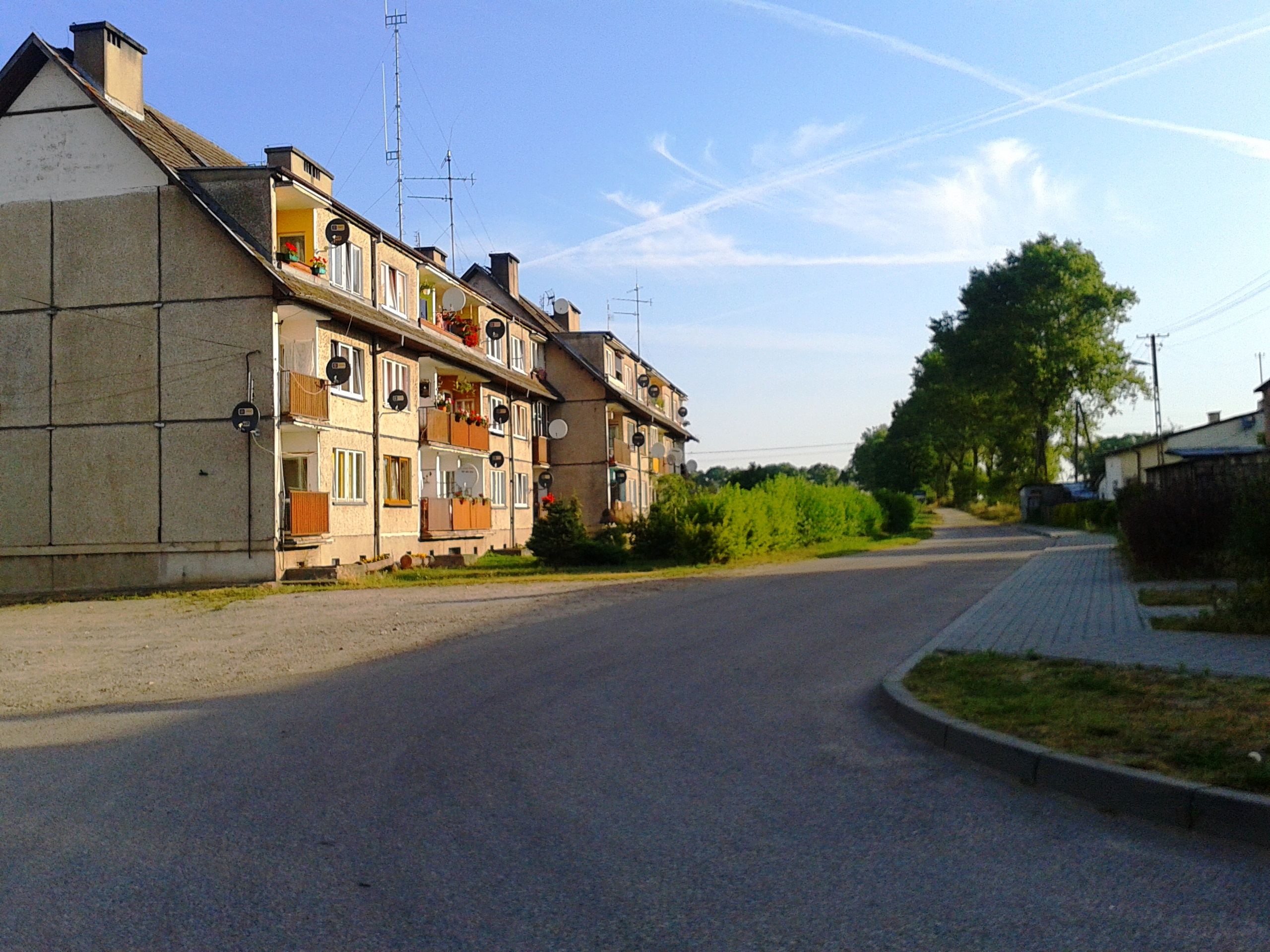
Dorfstraße (2014)

## Geschichte
Zur Stadt Labes gehörten um die Mitte des 19. Jahrhunderts die drei im städtischen Außenbezirk gelegenen Vorwerke Heinrichsfelde, Lindenfelde und Wangerin. Die beiden Vorwerke Lindenfelde und Heinrichsfelde waren erst entstanden, nachdem 1840 an der Grenze zum Nachbarort Piepenhagen die Regulierung der gutsherrlichen und bäuerlichen Verhältnisse, oder die sogenannte Separation, vollzogen worden war. Der Kaufmann Jahnke in Labes besaß auf der städtischen Feldmark einige zerstreut liegende Äcker, die er bei dieser Gelegenheit zusammenlegte und mit einem Vorwerk bebaute. Er verkaufte das bis dahin namenlose Anwesen an den Gutsbesitzer Schmidt, dem die Behörden 1848 den amtlichen Ortsnamen Lichtenfeld bewilligten.
Im Jahr 1867 hatten die beiden Vorwerke Lichtenfelde und Heinrichsfelde zusammen eine Flächengröße von 1486 Morgen, und auf dem Areal lebten insgesamt 89 Einwohner. Besitzer der beiden Vorwerke war um diese Zeit der Gutsbesitzer Hans Pieper in Schönwalde, Kreis Stolp.
Im Jahr 1945 war das Gut Lindenfelde eine Wohnstätte im Stadtgebiet von Labes im Kreis Regenwalde im Regierungsbezirk Köslin der preußischen Provinz Pommern des Deutschen Reichs.
Gegen Ende des Zweiten Weltkriegs wurde die Region im Frühjahr 1945 von der Roten Armee besetzt. Nach Beendigung der Kampfhandlungen wurde das Gut Lindenfelde zusammen mit der Stadt Labes und ganz Hinterpommern seitens der sowjetischen Besatzungsmacht der Volksrepublik Polen zur Verwaltung überlassen. Danach begann die Zuwanderung von Polen. Das Gut Lindenfelde wurde unter der Ortsbezeichnung ‚Dalno‘ verwaltet. In der Folgezeit wurde die einheimische Bevölkerung von der polnischen Administration aus Labes und dem Kreisgebiet vertrieben.

### Demographie
| Jahr | Einwohner | Anmerkungen                                                         |
| ---- | --------- | ------------------------------------------------------------------- |
| 1867 | –         | am 3. Dezember zusammen mit dem Vorwerk Heinrichsfelde 89 Einwohner |
| 1875 | 50        | [ 3 ]                                                               |
| 1910 | 62        | am 1. Dezember                                                      |